# Martial Aubertin
Pour les articles homonymes, voir Aubertin.
Martial Aubertin, né le 18 octobre 1775 à Paris où il est mort le 4 novembre 1824, est un acteur et dramaturge français.
Acteur du théâtre de la Porte-Saint-Martin, Aubertin était généralement estimé par ses qualités et sa bonne conduite. Outre son théâtre il a produit des chansons et quelques pièces de vers latins.

## Théâtre
- Le Diable en vacances, ou la suite du “Diable couleur de rose”, opéra-féerie et comique en 1 acte sur une musique de Pierre Gaveaux, avec Marc-Antoine-Madeleine Désaugiers et Bosquier-Gavaudan, théâtre Montansier, 16 février 1805
- La Dupe de la ruse, avec Henrion, comédie-vaudeville, Paris, 1808, in-8° ;
- Les Deux Veuves ou les Contrastes, comédie en 1 acte, avec Armand-François Jouslin de La Salle, 10 avril 1821 ;
- Zoé ou l'Effet au porteur, en 1 acte, avec Théophile Dumersan, 1821, in-8° ;
- Les Suites d’un bienfait, avec Ménessier et Martin, 1821, in-8°, etc.